# Neobisium granulatum
Espèce
Neobisium granulatum est une espèce de pseudoscorpions de la famille des Neobisiidae.

## Distribution
Cette espèce se rencontre en Géorgie, en Azerbaïdjan et en Russie.

## Publication originale
- Beier, 1937 : Zwei neue Neobisien (Pseudoscorp.) aus dem Kaukasus. Zoologischer Anzeiger, vol. 117, p. 107-109.